# Международный женский день за мир и разоружение
Международный день борьбы женщин за мир (англ. International Women’s Day for Peace and Disarmament) — отмечается 24 мая (По другим источникам в России отмечается 25 октября). Отмечается с 1980-х годов. В этот день женщины выступают за мир, свободный от угрозы ядерного оружия. 
Послание их просто: мы отказываемся от насилия как решения мировых проблем. Мы работаем для справедливого и мирного мира, удовлетворяющего потребности людей, а не военных!
Этот день также посвящен распространению информации об ужасе ядерного оружия. В этот день ежегодно по всему миру проводятся различные мероприятия, дискуссии, публикации, показы фильмов и театральных постановок, марши мира.

## История
В начале 1980-х годов группа феминисток с пацифистскими целями со всей Европы решила поддержать и без того громкие призывы разоружить ядерные арсеналы и вооруженные силы по всему миру. В 1985 году общее количество активных ядерных боеголовок в мире составляло примерно 62 000. 24 мая был установлен Международный женский день мира и разоружения.
С 1980-х годов 24 мая стало днём объединения пацифистских и правозащитных групп по всему миру, призывающим правительства прекратить производство и распространение оружия, будь то их собственные вооруженные силы или частные лица в своих странах.
Движение росло и развивалось с годами, но его основная цель — встать и потребовать положить конец насилию во всех его формах и проявлениях. Поскольку правительства, похоже, отдают предпочтение вооружению и военным достижениям, а не безопасности людей. Много споров до сих пор царит вокруг необходимости защиты нашей планеты от ядерного оружия.